# سیمونا مارکینی
سیمونا مارکینی (ایتالیایی: Simona Marchini؛ ۱۹ دسامبر ۱۹۴۱) بازیگر اهل ایتالیا است.
او دانش‌آموخته رشتهٔ «ادبیات معاصر» در دانشگاه ساپینزای رم است. وی مابین سال‌های ۱۹۹۹ تا ۲۰۰۸ میلادی کارگردان هنری «جشنوارهٔ هنر تودی» بود.
از فیلم‌ها یا مجموعه‌های تلویزیونی که وی در آن‌ها نقش داشته است، می‌توان به پدر ماتئو و گرگ و بره اشاره نمود.